# Флаг Нефтекумского района
Флаг Нефтеку́мского муниципального района Ставропольского края Российской Федерации — опознавательно-правовой знак, составленный и употребляемый в соответствии с вексиллологическими правилами, служащий одним из официальных символов муниципального образования.
Утверждён 21 марта 2006 года решением Совета Нефтекумского района № 119 и внесён в Государственный геральдический регистр Российской Федерации с присвоением регистрационного номера 3890.

## Описание и обоснование символики
Описание флага гласит:

Флаг района представляет собой прямоугольное полотнище. Золотое поле, под лазоревой волнообразной о двух волнах главе две противообращённых золотых головки пшеничного колоса в пояс, усеяно чёрными каплями. Отношение ширины флага к его длине 2:3.
— Решение Совета Нефтекумского муниципального района Ставропольского края от 21 марта 2006 № 119
Лазоревая волнообразная глава и золотое поле флага, усеянное чёрными каплями, развивают тематику, заложенную в названии района «Нефтекумский».
Волнообразная глава символизирует водный бассейн района, в числе которого и река с именем Кума, присутствующим в сложносоставном слове «Нефтекумский».
«Слеза» (капля) чёрного цвета — традиционный геральдический символ влаги, жидкости и нефти — призвана символизировать наличие нефти в недрах района и первую части сложносоставного слова «Нефтекумский».
Золотые колосья и «слеза» (капля) отражают административно-хозяйственную аграрно-промышленную ориентацию района.
Золото символизирует просвещение, мужское начало, неподверженность порче, мудрость, стойкость, честь, богатство, свет, озарение, гармонию, истину.
Лазурь символизирует истину, интеллект, откровение, мудрость, лояльность, верность, постоянство, непорочность, чистые побуждения, безупречную репутацию, широту души, благоразумие, благочестие, мир, созерцание, цвет Терского казачьего войска.
Чёрный цвет символизирует цвет нефти, мудрость, таинство, аскезу, суровую неотвратимую справедливость, благоразумие, загадочность.

## История
Первый флаг муниципального района был утверждён 25 октября 2005 года и имел следующее описание:

Флаг Нефтекумского муниципального района представляет собой прямоугольное полотнище. В рассечённом золото-зелёном поле флага под лазоревой волнообразной о двух волнах главой, обременённой двенадцатью золотыми колосьями в столб чёрная фонтанирующая нефтяная вышка. Отношение ширины флага к его длине 2:3.
— Решение Совета Нефтекумского муниципального района Ставропольского края от 25 октября 2005 № 63
По рекомендации Геральдического совета при Президенте РФ этот флаг был переработан и утверждён 21 марта 2006 года решением Совета Нефтекумского муниципального района Ставропольского края № 119. Флаг полностью соотносился с композицией и содержанием герба района, разработанного членом Союза художников России Игорем Леонидовичем Проститовым.
27 февраля 2008 года после прохождения экспертизы в Геральдическом совете флаг Нефтекумского муниципального района был внесён в Государственный геральдический регистр под номером 3890 (протокол от 27.02.2008 № 41 Геральдического совета).
11 декабря 2009 года решением Совета Нефтекумского муниципального района № 191, из решения от 25 октября 2005 года № 63 была исключена глава, устанавливавшая флаг Нефтекумского муниципального района.